# بچه (شخصیت عروسکی)
بچه که با نام کلاه حصیری نیز شناخته می‌شود، نام یک شخصیت عروسکی ایرانی در مجموعهٔ نمایشی مهمانی است.
بچه توسط ایرج طهماسب خلق و توسط مرضیه محبوب ساخته شده‌است. پیمان فاطمی عروسک‌گردانی و هوتن شکیبا صداپیشگی این شخصیت را بر عهده دارند. این شخصیت توانست به محبوبیت زیادی در بین مخاطبین این مجموعه دست پیدا کند.

## تاریخچه
بچه یک کودک کار بی‌ادب و بددهان، اما مهربان است که روبه‌روی تالار عروسی (خانهٔ ایرج طهماسب) گل می‌فروشد. او در قسمت اول مجموعهٔ نمایشی مهمونی توسط قیمه به ایرج طهماسب و مخاطبان معرفی می‌شود و قیمه از ایرج طهماسب می‌خواهد تا در منزل او بماند.

## ویژگی‌ها

### ویژگی‌های ظاهری
بچه یک شخصیت عروسکی با چشمان درشت و موهای فرفری مشکی رنگ و یک کلاه حصیری است که اغلب مواقع یک شاخه گل در دست دارد.

### ویژگی‌های شخصیتی
بچه اکثر مواقع در حالت عصبانیت دیده می‌شود و با افراد بر سر مسائل مختلف به دعوا و مجادله می‌پردازد. او به علت شغلش (گل‌فروشی) به گل‌هایش حساسیت زیادی دارد و چنانچه فردی در مورد گل‌هایش بی‌توجه باشد یا با او با لحن بد صحبت کند عصبانی می‌شود. اگر بخواهید بدانید که چرا فروش کمی دارد دلیلش این است که او گل هایش را بسیار گران (هر شاخه گل ۴۵۰ هزار تومن) میفروشد. وی در زمان دعوا و عصبانیت از کلمات رکیک و زننده استفاده می‌کند و به‌گفتهٔ خودش از این کار لذت می‌برد. بچه شخصیتی بددهن و فحاش دارد. از تیکه کلام های او می توان به عباراتی مانند از آفرین، از مادر نزاییده و تو را سننه اشاره کرد با این حال، بچه شخصیتی بی‌پناه و مهربان دارد به‌طوری که اگر با شخصی احساس صمیمیت و دوستی کند، با او با لحنی آرام و ملتمسانه صحبت می‌کند. در قسمت سوم برنامهٔ مهمونی بچه عنوان می‌کند که به ساندویچ ماکارونی علاقه‌مند است.